# Mletjino
Mletjino (bulgariska: Млечино) är ett distrikt i Bulgarien.   Det ligger i kommunen Obsjtina Ardino och regionen Kărdzjali, i den södra delen av landet, 190 km sydost om huvudstaden Sofia. Antalet invånare är 314. Arean är 5,4 kvadratkilometer.